# Sammie Stroughter
Sammie Stroughter (Vallejo, 3 gennaio 1986) è un giocatore di football americano statunitense che gioca nel ruolo di wide receiver per i Tampa Bay Buccaneers della National Football League (NFL). Fu scelto nel corso del settimo giro (233º assoluto) del Draft NFL 2009 dai Buccaneers. Al college ha giocato a football all'Università statale dell'Oregon.

## Carriera professionistica

### Tampa Bay Buccaneers
Stroughter fu scelto nel corso del settimo giro del Draft 2009 dai Tampa Bay Buccaneers. Nella settimana 6 della stagione 2009, Stroughter ritornò un kickoff per 97 yard in un touchdown contro i Carolina Panthers, diventando solamente il terzo giocatore nella storia della franchigia a compiere tale impresa. Il suo primo toichdown su ricezione lo segnò nella settimana 9 nella vittoria 38-28 sui Green Bay Packers. Il 21 dicembre fu inserito in lista infortunati per un infortunio al piede che gli costò il resto della stagione.
Nella settimana 13 della stagione 2010, Stroughter ricevette un record in carriera di sei passaggi e corse per due yard nella sconfitta in casa contro gli Atlanta Falcons. Nel drive finale della gara, Stroughter compì una spettacolare ricezione su una situazione di quarto&11 che il programma Sports Center di ESPN classificò tra le migliori dieci giocate della settimana.
Nella stagione 2011, Stroghter disputò solamente sei partite, nessuna delle quali come titolare, ricevendo 4 passaggi per 52 yard. Si ritirò dopo la stagione 2012.

## Statistiche
| Partite totali             | 33  |
| Partite totali da titolare | 4   |
| Yard su ricezione          | 639 |
| Touchdown su ricezione     | 1   |